# Кудинов, Евгений Иванович
Евгений Иванович Кудинов (10 ноября 1929, Косарь, Чериковский район, Могилёвская область — 19 сентября 2023) — советский хозяйственный, государственный и политический деятель, Герой Социалистического Труда.

## Биография
Родился в 1929 году в деревне Косарь. Член КПСС.
С 1948 года — на хозяйственной, общественной и политической работе. В 1948—2001 гг. — учитель в Хваловской начальной школе, красноармеец, директор Чабахской семилетней школы, директор Добучинской начальной школы Пружанского района, секретарь парткома колхоза «Рассвет», инструктор Брестского сельского обкома КПБ, председатель колхоза «Рассвет» Пружанского района Брестской области Белорусской ССР.
Указом Президиума Верховного Совета СССР от 17 августа 1988 года присвоено звание Героя Социалистического Труда с вручением ордена Ленина и золотой медали «Серп и Молот».
Заслуженный работник сельского хозяйства Белорусской ССР.
Жил в Бресте, скончался 19 сентября 2023 год.